# ويليام ماكميلان
ويليام ماكميلان (بالإنجليزية: William McMillan)‏ هو ضابط أمريكي، ولد في 29 يناير 1929 في فروستبورغ في الولايات المتحدة، وتوفي في 6 يونيو 2000 في إنسينيتاس في الولايات المتحدة.

## وصلات خارجية
- ويليام ماكميلان على موقع الاتحاد الدولي (الإنجليزية)
- ويليام ماكميلان على موقع أوليمبيديا (الإنجليزية)